# Lincoln County War
Lincoln County War var ett krig mellan ranchägare som utspelades 1878 i Lincoln County i New Mexico.

## Konflikten
James Dolan hade handelsbod i Lincoln och hade kontroll över handeln i staden, ända tills John Tunstall öppnade en konkurrerade handelsbod. Då började ett krig där båda sidor försökte få den andra att stänga sin affärsverksamhet. Ranchägare gick med i konflikten, för de var beroende av handelsbodar för att köpa och sälja produkter. Båda sidor samlade anhängare, ranchägare, sheriffer och Regulators (Regulators kallas kriminella som betalades av ranchägare att slåss för dem) var med. På sin sida hade Tunstall samlat regulators och mutat stadssheriffen Richard M. Brewer och ranchägare som finansierade regulators , på andra sidan hade Dolan samlat Lincoln County Sheriff William J. Brady och ett antal ranchägare och cowboys. Militären var neutral i konflikten men eftersom deras uppdrag var att kasta ut kriminella och återställa lag och ordning så gynnade de Dolan. Kända personer var med i konflikten, till exempel: Billy the Kid och Pat Garrett. Kriget var i början mord som vedergälldes med mord. Till sist blev det en avgörande strid i Lincoln, kallad "Slaget om Lincoln", som varade i fyra dagar. Till sist kom armén från Fort Stanton för att stoppa striderna. Då flydde Regulators från stan.

## Efter konflikten
Sheriff William J. Brady dödades av Billy the Kid i konflikten. Efter att ordningen återställts i Lincoln blev Pat Garrett ny countysheriff. Hans första uppdrag blev att spåra upp Billy the Kid, som dödades i den följande skottlossningen.

## Filmatisering av händelsen
- Pat Garrett och Billy the Kid
- Billy the Kid
- Young Guns